# Carcinoma in situ
O termo carcinoma in situ (CIS) foi introduzido para indicar as neoplasias malignas do Epitélio de Revestimento que ainda não invadiram o estroma adjacente, portanto de crescimento restrito à área de origem. Entretanto, como são menos aderidas entre si, essas células cancerosas possuem grandes chances de movimentar-se e infiltrar-se no estroma e nos tecidos adjacentes, sendo, por isso, designadas erroneamente como um pré-câncer. Este termo não é adequado pelo fato do carcinoma in situ já ser considerado um câncer (neoplasia maligna), porém apenas ainda não apresenta padrão infiltrativo. A membrana basal está ainda preservada sendo a razão do termo in situ. Os exemplos mais conhecidos de CIS são os do colo uterino, da pele e da mama.